# Acanthocalycium rhodotrichum
Acanthocalycium rhodotrichum es una especie de planta suculenta perteneciente al género Acanthocalycium, dentro de la familia Cactaceae. Es nativa de Argentina, Bolivia, centro-oeste de Brasil, Paraguay y Uruguay.

## Descripción
Acanthocalycium rhodotrichum crece generalmente en grupos, con tallos erectos o ascendentes, cilíndricos, de color verde opaco que alcanzan alturas de 30 a 80 cm y diámetros de hasta 12 cm. 

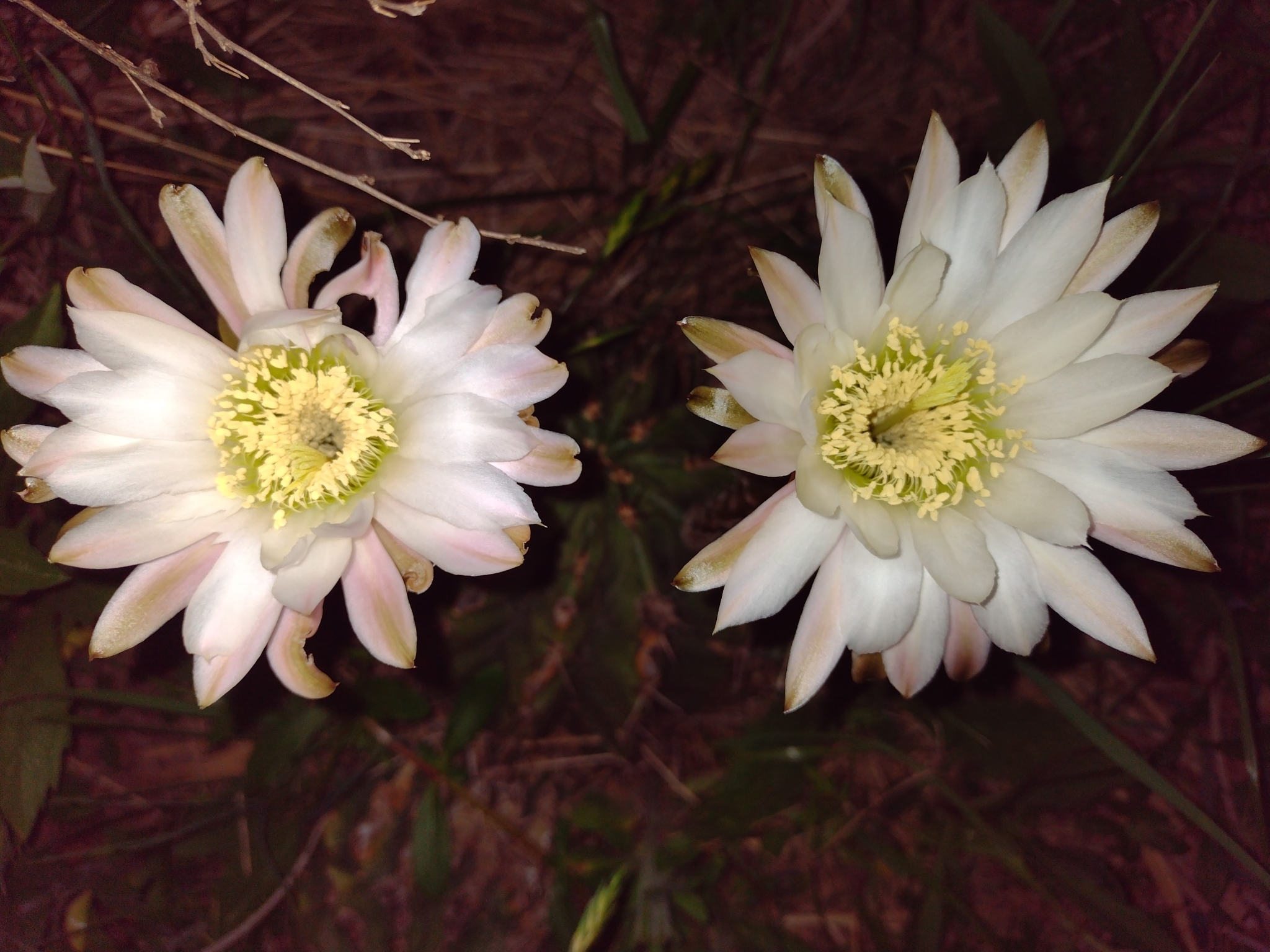
Detalle de la flor

Tiene de ocho a 18 costillas algo onduladas, y areolas separadas entre sí de 1,5 a 2,5 cm. De ellas emergen espinas amarillentas con una punta marrón. La única espina central, que también puede estar ausente, está doblada ligeramente hacia arriba y mide hasta 2 cm de largo. Las cuatro u ocho espinas radiales extendidas y ligeramente curvadas miden hasta 2 cm de largo. 
Las flores son blancas y en forma de embudo. Se abren por la noche y crecen hasta 15 cm de largo. Los frutos son de color rojo, tienen forma esférica y contienen en su interior las semillas.

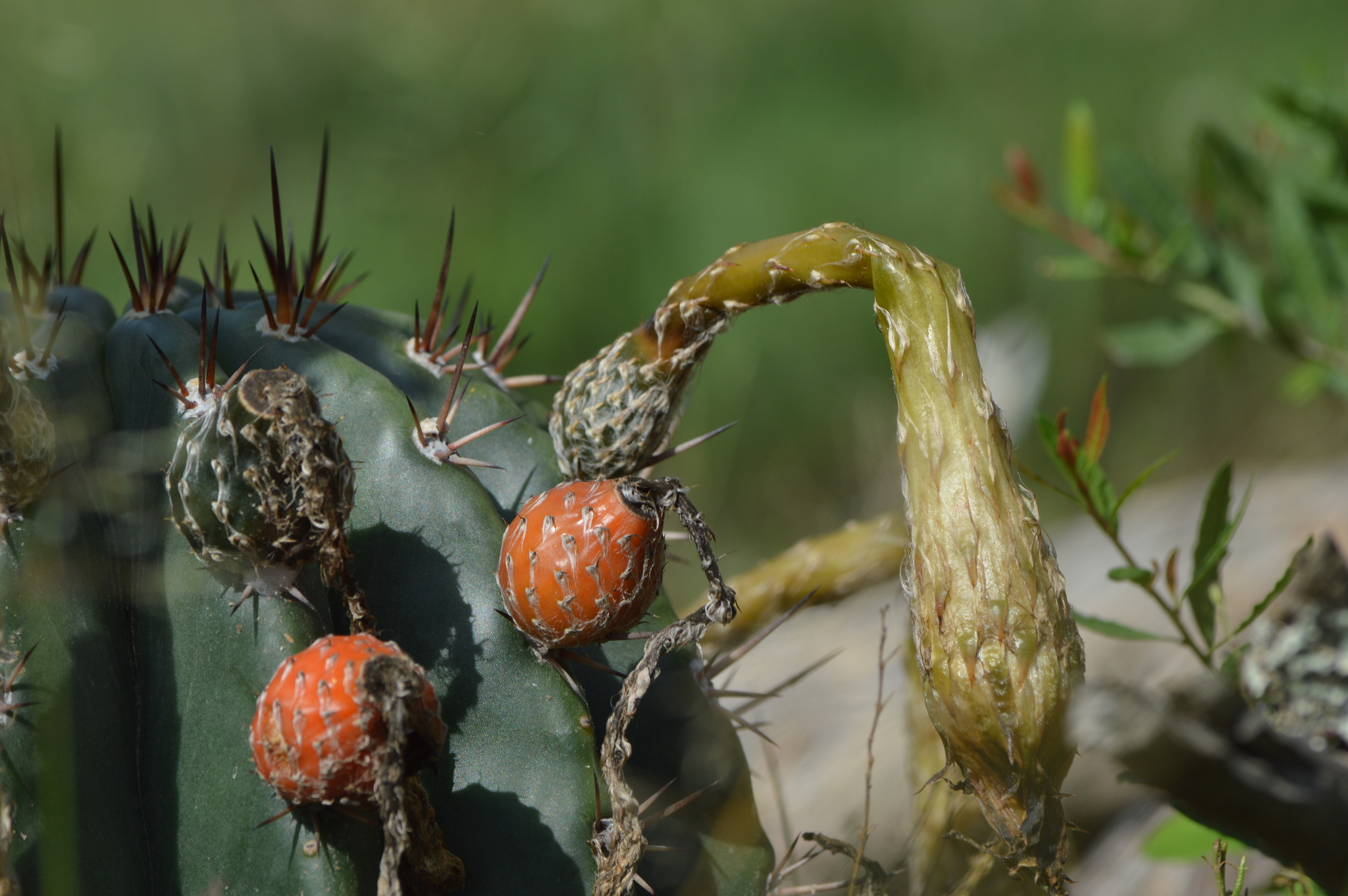
Detalle de los frutos

## Distribución y hábitat

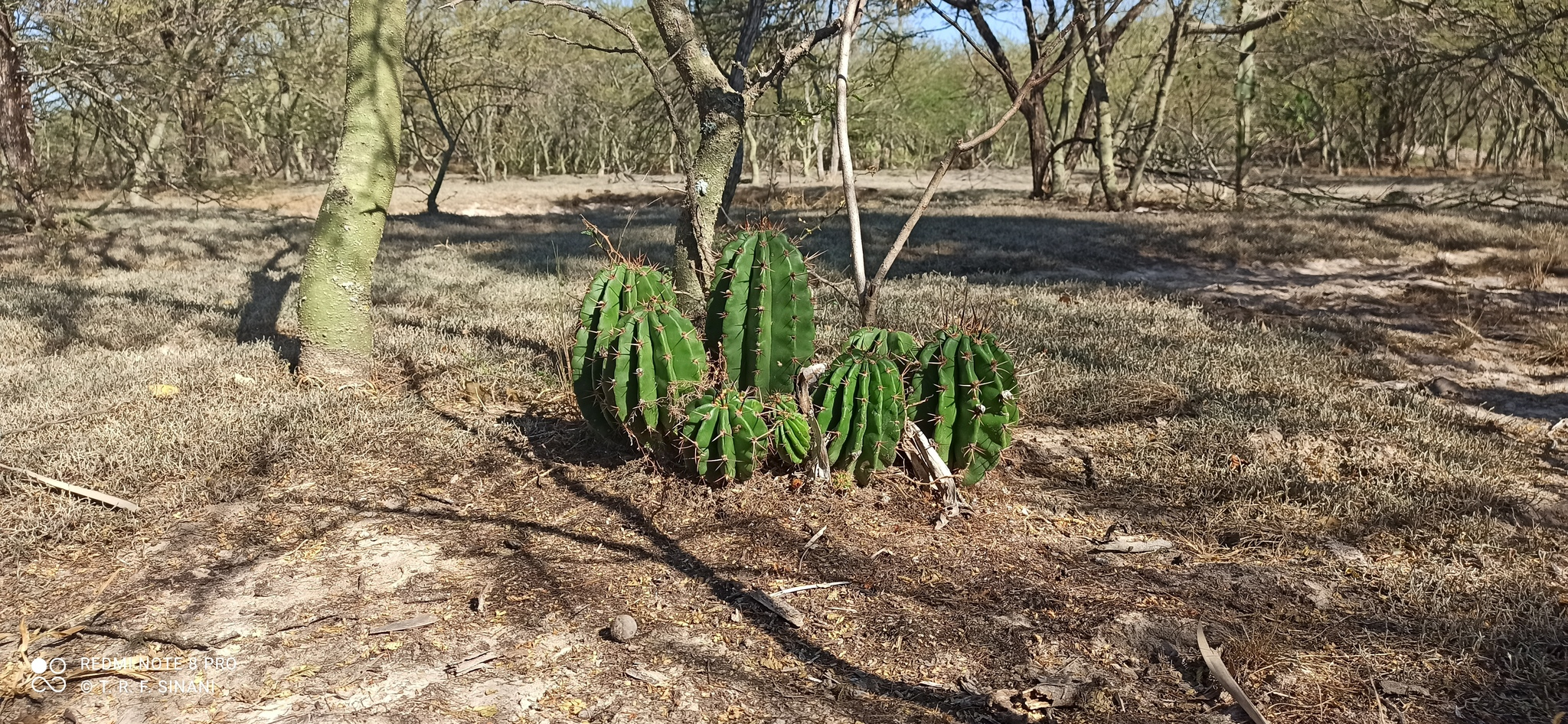
Planta en su hábitat

El área de distribución nativa de esta especie abarca desde el este de Bolivia hasta el centro oeste de Brasil y Uruguay y crece principalmente en el bioma subtropical, hasta altitudes de 500 m sobre el nivel del mar.

## Taxonomía
La primera descripción de esta especie fue como Echinopsis rhodotricha, publicada en 1900 por el botánico alemán Karl Moritz Schumann en la revista científica Monatsschrift für Kakteenkunde 10: 147.
Más tarde, el botánico alemán Boris O. Schlumpberger trasladó la especie al género Acanthocalycium, pasando a llamarse Acanthocalycium rhodotrichum. Registró estos cambios en la revista científica Cactaceae Systematics Initiatives 28: 29, publicada en 2012.

Etimología
- Acanthocalycium: nombre genérico que proviene del griego akantha (que significa 'espinoso') y kalyx (que significa 'yemas'), haciendo referencia a las espinas de los tubos florales.
- rhodotrichum: epíteto específico que proviene de las palabras griegas rhodos (que significa rosa) y trichos (que significa pelo), haciendo referencia a los pelos que hay presente en el tubo de la flor.[4]

### Subespecies
Acanthocalycium rhodotrichum presenta dos subespecies:
| Imagen | Subespecie                                                       | Descripción                                               | Distribución                    |
| ------ | ---------------------------------------------------------------- | --------------------------------------------------------- | ------------------------------- |
|        | Acanthocalycium rhodotrichum subsp. chacoanum (Schütz) Schlumpb. | Tiene de 12 a 18 costillas y de 7 a 8 espinas marginales. | Chaco norte del Paraguay        |
|        | Acanthocalycium rhodotrichum subsp. rhodotrichum                 | Tiene de 8 a 13 costillas y de 4 a 7 espinas radiales.    | Paraguay y noreste de Argentina |

Sinonimia
- Sinónimos de Acanthocalycium rhodotrichum subsp. chacoanum:
  - Echinopsis chacoana Schütz (1949)
  - Echinopsis rhodotricha subsp. chacoana (Schütz) P.J.Braun & Esteves (1995)
  - Echinopsis rhodotricha var. chacoana (Schütz) F.Ritter (1979)

- Sinónimos de Acanthocalycium rhodotrichum subsp. rhodotrichum:
  - Echinocactus forbesii Lehm. (1843)
  - Echinopsis chacoana var. spinosior F.Ritter (1965)
  - Echinopsis forbesii A.Dietr. (1849)
  - Echinopsis meyeri Heese (1907)
  - Echinopsis minuana Speg. (1905)
  - Echinopsis pentlandii var. forbesii (A.Dietr.) Rud.Mey. (1897)
  - Echinopsis rhodotricha var. argentinensis Rud.Mey. (1911)
  - Echinopsis rhodotricha var. brevispina F.Ritter (1979)
  - Echinopsis rhodotricha var. robusta Rud.Mey. (1914)
  - Echinopsis rhodotricha var. roseiflora K.Schum. (1903)
  - Echinopsis rhodotricha var. spinosior (F.Ritter) F.Ritter (1979)
  - Echinopsis robinsoniana Werderm. (1934)
  - Echinopsis spegazzinii K.Schum. ex Speg. (1905)
  - Echinopsis valida Monv. (1843)
  - Echinopsis valida var. forbesii Rud.Mey. (1895)
  - Lobivia pentlandii var. forbesii (A.Dietr.) Y.Itô ex Backeb. (1959)
  - Trichocereus validus (Monv.) Backeb. (1955)

## Estado de conservación

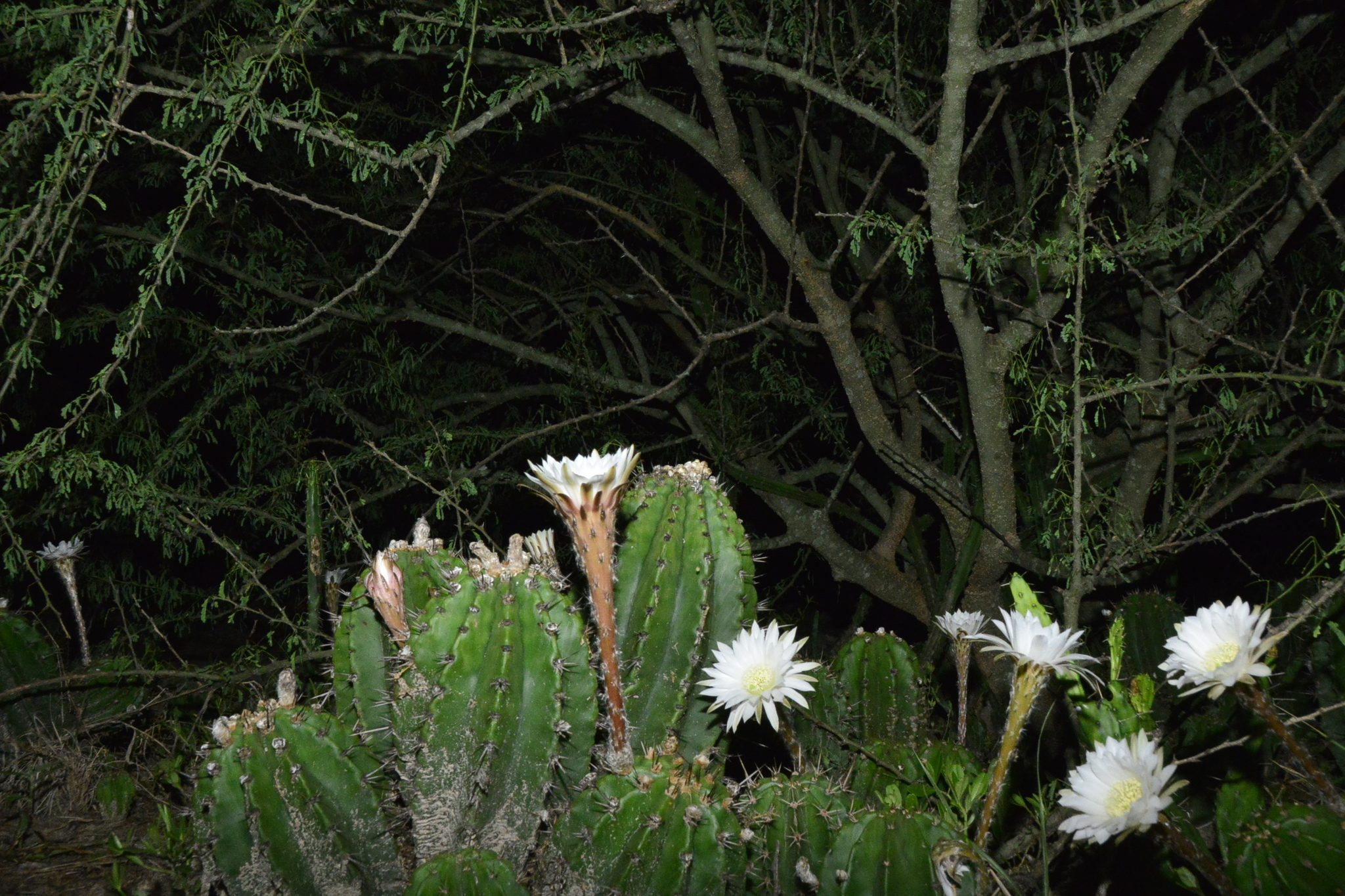
Floración nocturna

No existen amenazas importantes para esta especie. Sin embargo, el pastoreo del ganado puede afectar al estado de sus poblaciones.

## Usos
Se cultiva principalmente como planta ornamental y con fines medicinales. De hecho, el pueblo indígena de los Makás lo utilizan para tratar la varicela y el sarampión. También se utiliza como fuente de agua para consumo humano en caso de necesidad.
Además, algunos animales, como el tapir y varias especies de cerdos salvajes, consumen este cactus. 